# Koncepciós perek Magyarországon 1945 és 1949 között
A háborút követően a szovjet megszálló erők irányításával a Rákosi Mátyás vezette kommunisták megkezdték politikai ellenfeleik kiszorítását a hatalomból. Az 1945-48 közötti többpártrendszerű koalíciós időszakban a belügyet és vele a rendőrséget a szovjetek nyomására a kommunisták kapták meg 1945-ben, e pozíciójukat is kihasználva koncepciós pert kezdeményeztek. Ezek célja a nagy népszerűségnek örvendő Független Kisgazdapárt felőrlése, később a Szociáldemokrata Párt egyes vezetőinek eltávolítása. A korszak végén indult meg az egyházi vezetők és keresztény politikusok elleni leszámolás is.

## Elkülönítés a háborús bűnösök elleni perektől
1945 után folytak háborús bűnösök elleni perek. Ezek a népbírósági perek azonban nem koncepciós perek voltak, az elítéltek döntő többsége valóban bűnöket követett el. Bár a népbíróságokban a szovjetek nyomására kezdettől meghatározó befolyást szerző kommunisták hatása, a sokszor személyes bosszú és politikai célok befolyásolták e perek irányítóit is, valamint bizonyítási hiányosságok, eljárási hibák, túlzottan szigorú ítéletek jellemezték őket. A magyar népbíróságok, bár kezdetben eredeti céljukat követték, idővel más, szovjetek megszállta országok hasonló bíróságaihoz hasonlóan, a kommunista párt eszközeivé váltak a politikai ellenfeleikkel szembeni leszámolásban.

## Történelmi háttér
A háborút követően Magyarországon a szovjet megszálló erők fokozatosan hozzásegítették a Rákosi Mátyás vezette Magyar Kommunista Pártot a hatalom megszerzéséhez. Az 1945-ös, első demokratikus választást a Független Kisgazdapárt nyerte fölényesen (57%) a három baloldali párt előtt (17% szociáldemokraták, 16,9% kommunisták, 7% parasztpárt). Ennek ellenére szovjet nyomásra koalíciós kormány alakult, és elérték, hogy a kommunista párt kapja a belügyi tárcát, megszerezve a rendfenntartó fegyveres testületek feletti rendelkezést. A kommunisták megkezdték politikai ellenfeleik kiszorítását a hatalomból. Módszereik közé tartozott a politikai harc mellett a megfélemlítés, a lejáratás, esetenként az emberrablás és a gyilkosság, valamint a koncepciós perek.

## A koncepciós perek 1945-48 között
Az 1945-48 közötti koalíciós idők koncepciós pereit a belügyet irányító kommunisták kezdeményezték. E perek fő célja a többpártrendszer megszüntetése volt: a jobboldali konzervatív politikusok kiiktatása, a nagy népszerűségnek örvendő Független Kisgazdapárt felőrlése, a "szalámitaktika" kiteljesítése volt. Elsősorban a Kisgazdapárt, később a Szociáldemokrata Párt egyes vezetői ellen irányultak. A korszak végén indult meg az egyházi vezetők és keresztény politikusok elleni leszámolás is. Bár ez főleg az 1949-től vált jellemzővé, előfordult a kommunista párton belüli rivalizálás miatti leszámolás is (Demény-ügy).
A pereket az 1946. VII. tc. a demokratikus államrend és a köztársaság büntetőjogi védelméről szóló, a köznyelvben „Hóhértörvény”-ként ismert törvény tette lehetővé. 1946–1950 között csaknem 6 ezer főt marasztaltak el.
Ide tartozik: 
- számos népbírósági per
- Magyar Közösség pere
- Földművelésügyi Minisztériumban „leleplezett” mozgalom pere
- MAORT-per
- szegedi Magyar Ellenállási Mozgalom pere (1947 / szegedi jobboldallal való leszámolás)
- Pócspetri per (1948 / katolikus egyház megfélemlítése).

Koncepciós perek listája (1945-48)
| Per neve                                       | Fontosabb vádlottak neve | Letartóztatás ideje | Ítéletek ideje          | Eljáró bíró(ság)                         | I. f. ítélet | II. f. ítélet | Szabadulás ideje | Megjegyzés                                   |
| ---------------------------------------------- | ------------------------ | ------------------- | ----------------------- | ---------------------------------------- | ------------ | ------------- | ---------------- | -------------------------------------------- |
| Demény 1.                                      | Demény Pál               | 1945.02.13.         | 1946.07.17.             | BNB                                      | 4,5 é        |               | 1956.10.15.      | 1950: intern., 1953: 10é                     |
| Justus                                         | Justus Pál               | 1945.               | –                       | –                                        | –            | –             | 1945. 02.        | ld. még a Rajk-perben is                     |
| gyöngyösi „szervezkedés”                       | páter Kiss Szaléz        | 1946.04.28.         | 1946.09.14.             | VHKB Rumszkij                            | h.           |               | –                | kivégzik 1946.12.10.                         |
| gyöngyösi „szervezkedés”                       | Kizmann Ottó             | 1946.04.            | 1946.09.14.             | VHKB Rumszkij                            | h.           |               | –                | kivégzik 1946.12.10.                         |
| Magyar Testvéri Közösség 1. pere (Donáth-per)  | Donáth György            | 1946.12.14.         | 1947.04.16. 1947.09.12. | I. BNBK Jankó Péter II. NOT Szabó Mihály | h.           | h.            | –                | kivégzik 1947.10.23                          |
| Magyar Testvéri Közösség 1. pere (Donáth-per)  | András Sándor            | 1946.12.19.         | 1947.04.16. 1947.09.12. | I. BNBK Jankó Péter II. NOT Szabó Mihály | h.           | 10é           | 1956.11.01.      | 1956-ban emigrált                            |
| Magyar Testvéri Közösség 1. pere (Donáth-per)  | dálnoki Veress Lajos     | 1947.01.            | 1947.04.16. 1947.09.12. | I. BNBK Jankó Péter II. NOT Szabó Mihály | h.           | 15é           | 1956.            | 1956-ban emigrált                            |
| Magyar Testvéri Közösség 1. pere (Donáth-per)  | Szent-Miklósy István     | 1946.12.            | 1947.04.16. 1947.09.12. | I. BNBK Jankó Péter II. NOT Szabó Mihály | éf.          | 15é           | 1956.            | 1956-ban emigrált                            |
| Magyar Testvéri Közösség 1. pere (Donáth-per)  | Arany Bálint             | 1946.12.            | 1947.04.16. 1947.09.12. | I. BNBK Jankó Péter II. NOT Szabó Mihály | éf.          | 12é           | 1956.09.         | Mo.-on maradt                                |
| Magyar Testvéri Közösség 1. pere (Donáth-per)  | Szent-Iványi Domokos     | 1946.12.24.         | 1947.04.16. 1947.09.12. | I. BNBK Jankó Péter II. NOT Szabó Mihály | 14é          | 10é           | 1956.09.         | 1972-ben emigrált                            |
| Magyar Testvéri Közösség 1. pere (Donáth-per)  | Kiss Károly              | 1946.12.            | 1947.04.16. 1947.09.12. | I. BNBK Jankó Péter II. NOT Szabó Mihály | 12é          | 12é           |                  |                                              |
| Magyar Testvéri Közösség 2. pere (Mistéth-per) | Mistéth Endre            | 1947.01.14.         | 1947.08.29. 1948.03.03. | I. BNBK Jankó Péter II. NOT              | 3,5é.        | 6é            | 1955.04.04.      | Mo.-on maradt                                |
| Magyar Testvéri Közösség 2. pere (Mistéth-per) | Hám Tibor                | 1947.01.17.         | 1947.08.29. 1948.03.03. | I. BNBK Jankó Péter II. NOT              | fm.          | fm.           | –                | még 1948-ban emigrált                        |
| Magyar Testvéri Közösség 2. pere (Mistéth-per) | Jaczkó Pál               | 1947.01.15.         | 1947.08.29. 1948.03.03. | I. BNBK Jankó Péter II. NOT              | 4é           | 5é            | 1954.            | 1956-ban emigrált                            |
| Magyar Testvéri Közösség 2. pere (Mistéth-per) | Gyulai László            | 1947.01.            | 1947.08.29. 1948.03.03. | I. BNBK Jankó Péter II. NOT              | 4é           | 5é            | 1951.            | +3év internálás                              |
| Magyar Testvéri Közösség 2. pere (Mistéth-per) | Weisshaus Aladár         | 1947.01.05.         | 1947.08.29. 1948.03.03. | I. BNBK Jankó Péter II. NOT              | 2,5é         | 3,5é          | 1956.02.04.      | +intern.; 1953. újabb 6év                    |
| Magyar Testvéri Közösség 2. pere (Mistéth-per) | Horváth János            | 1947.01.            | 1947.08.29. 1948.03.03. | I. BNBK Jankó Péter II. NOT              | 3,5é         | 3é            | 1950.            | 1956-ban emigrált                            |
| Magyar Testvéri Közösség 2. pere (Mistéth-per) | Kiss Sándor              | 1947.01.16.         | 1947.08.29. 1948.03.03. | I. BNBK Jankó Péter II. NOT              | 2,5é         | 3é            | 1949.10.15.      | 1956-ban emigrált                            |
| Peyer                                          | Peyer Károly             | – (emigrált)        | 1948.02.16. 1948.07.06. | I. BNBK Olti Vilmos II. NOT Jankó P.     | 8é           | 8é            | –                | a per a fővádlottak távollétében zajlott le. |
| Peyer                                          | Gábor Róbert             | – (emigrált)        | 1948.02.16. 1948.07.06. | I. BNBK Olti Vilmos II. NOT Jankó P.     | h.           | h.            | –                | a per a fővádlottak távollétében zajlott le. |
| Peyer                                          | Pisky-Schmidt Frigyes    | – (emigrált)        | 1948.02.16. 1948.07.06. | I. BNBK Olti Vilmos II. NOT Jankó P.     | 10é          | 10é           | –                | a per a fővádlottak távollétében zajlott le. |
| Nitrokémia                                     | Szabó Kornél             | 1947.11.21.         | 1948.03.04. 1948.07.12. | I. BNBK Olti Vilmos II. NOT              | h.           | h.            | –                | kivégzik 1948.09.09.                         |
| Nitrokémia                                     | Kelemen Gyula            | 1948.02.02.         | 1948.03.04. 1948.07.12. | I. BNBK Olti Vilmos II. NOT              | éf.          | éf.           | 1956.            |                                              |
| Nitrokémia                                     | Sárkány József           | 1947.12.21.         | 1948.03.04. 1948.07.12. | I. BNBK Olti Vilmos II. NOT              | éf.          | éf.           | 1956.09.12.      |                                              |
| Nitrokémia                                     | Steller Lajos            | 1947.11.14.         | 1948.03.04. 1948.07.12. | I. BNBK Olti Vilmos II. NOT              | éf.          | éf.           | 1956.09.12.      |                                              |
| Pócspetri                                      | Asztalos János           | 1948.06.03.         | 1948.06.11.             | BBTSz stat. Olti Vilmos                  | h.           | k. éf.        | 1956.10.27.      | 1955 kegyelemből 15 év                       |
| Pócspetri                                      | Királyfalvi Miklós       | 1948.06.03.         | 1948.06.11.             | BBTSz stat. Olti Vilmos                  | h.           | –             | –                | kivégzik 1948.06.11.                         |
| Actio Catholica                                | Mihalovits Zsigmond      | – (emigrált)        | 1948.07.23.             | BNBK Olti Vilmos                         | 10é          | –             | –                | távollétében ítélték el                      |
| Actio Catholica                                | Lénárd Ödön              | 1948.               | 1948.07.23.             | BNBK Olti Vilmos                         | 6é           | –             | 1953.            | 1961.06. ismét 7,5 év                        |
| Ordass                                         | Ordass Lajos             | 1948.09.08..        | 1948.10.01.             | BUK                                      | 2é           | –             | 1950.05.30.      |                                              |
| Ordass                                         | Radvánszky Albert        | 1948.08.24.         | 1948.10.01.             | BUK                                      |              | –             |                  |                                              |
| Ordass                                         | Vargha Sándor            | 1948.08.24.         | 1948.10.01.             | BUK                                      |              | –             |                  |                                              |
| Csornoky                                       | Csornoky Viktor          | 1948.07.23.         | 1948.11.15. 1948.12.06. | BNBK Olti NOT Jankó                      | h.           | h.            | –                | kivégzik 1948.12.07.                         |
| MAORT                                          | Papp Simon               | 1948.08.12.         | 1948.12.09. 1949.01.20. | I. BNBK Olti Vilmos II. NOT Jankó P.     | h.           | éf.           | 1955.06.04.      |                                              |
| MAORT                                          | Ábel Bódog               | 1948.08.28.         | 1948.12.09. 1949.01.20. | I. BNBK Olti Vilmos II. NOT Jankó P.     | 15é          | 10é           | –                | 1953.09.10. meghalt                          |
| MAORT                                          | Binder Béla              | 1948.09.07.         | 1948.12.09. 1949.01.20. | I. BNBK Olti Vilmos II. NOT Jankó P.     | 4é           | 4é            | 1951.06.11.      |                                              |
| MAORT                                          | Paul Ruedemann           | 1948.09.19.         | 1948.12.09. 1949.01.20. | I. BNBK Olti Vilmos II. NOT Jankó P.     | –            | –             | 1948.09.25.      | a per előtt kiutasították                    |
| MAORT                                          | George Bannantine        | 1948.09.19.         | 1948.12.09. 1949.01.20. | I. BNBK Olti Vilmos II. NOT Jankó P.     | –            | –             | 1948.09.25.      | a per előtt kiutasították                    |
| Földművelési Minisztérium (Perneczky)          | Perneczky Béla           | 1948.06.07          | 1948.10.29. 1949.04.27. | I. BNBK Olti Vilmos II. NOT Jankó Péter  | éf.          | éf.           |                  |                                              |
| Földművelési Minisztérium (Perneczky)          | Solty Ernő               | 1948.07.            | 1948.10.29. 1949.04.27. | I. BNBK Olti Vilmos II. NOT Jankó Péter  | 15é          | 15é           | 1956.10.         | 1956. novemberében Kanadába emigrált         |
| Földművelési Minisztérium (Perneczky)          | Kiss Ferenc              | 1948.03.05.         | 1948.10.29. 1949.04.27. | I. BNBK Olti Vilmos II. NOT Jankó Péter  |              |               |                  |                                              |
| Földművelési Minisztérium (Perneczky)          | Kiss Elemér              | 1948.03.07.         | 1948.10.29. 1949.04.27. | I. BNBK Olti Vilmos II. NOT Jankó Péter  |              |               |                  |                                              |
| Mindszenty                                     | Mindszenty József        | 1948.12.26.         | 1949.02.08. 1949.07.09. | I. BNBK Olti Vilmos II. NOT Jankó Péter  | éf.          | éf.           | 1956.10.30.      |                                              |
| Mindszenty                                     | Baranyay Jusztin         | 1948.12.24.         | 1949.02.08. 1949.07.09. | I. BNBK Olti Vilmos II. NOT Jankó Péter  | 15é          | 12é           | 1956.02.25.      |                                              |
| Mindszenty                                     | Zakar András             | 1948.11.19.         | 1949.02.08. 1949.07.09. | I. BNBK Olti Vilmos II. NOT Jankó Péter  | 6é           | 4é            | 1953.            |                                              |
| Mindszenty                                     | Esterházy Pál            | 1948.12.23.         | 1949.02.08. 1949.07.09. | I. BNBK Olti Vilmos II. NOT Jankó Péter  | 15é          | –             | 1956.            | Ausztriába emigrált                          |
| Mindszenty                                     | Nagy Miklós              | 1948.11.23.         | 1949.02.08. 1949.07.09. | I. BNBK Olti Vilmos II. NOT Jankó Péter  |              | –             |                  |                                              |
| Mindszenty                                     | Ispánki Béla             | 1948.11.26.         | 1949.02.08. 1949.07.09. | I. BNBK Olti Vilmos II. NOT Jankó Péter  | éf.          | 15é           | 1956.10.         | 1956. emigrált                               |
| Beresztóczy                                    | Beresztóczy Miklós       | 1948.11.29.         | 1949.02.                | BNBK?                                    | 8 hó         | –             | 1949.            | hamarosan békepap                            |
| Matheovits (DNP és KNT ellen)                  | Matheovits Ferenc        | 1949.01.20.         | 1949.04.21. 1949.09.28. | BNB NOT                                  | ?            | 12é           | 1956.09.13.      | 1957.03.11. 6,5é (utólag)                    |
| Matheovits (DNP és KNT ellen)                  | Gróh József              | 1949.03.11.         | 1949.04.21. 1949.09.28. | BNB NOT                                  |              | 2é            | 1953.            | +2é 3hó internálás                           |
| Matheovits (DNP és KNT ellen)                  | Kisházi Mihály           | 1949.03.16.         | 1949.04.21. 1949.09.28. | BNB NOT                                  |              | 7é            | 1954.12.04.      |                                              |

## Külső hivatkozások
- Magyar koncepciós perek 1945–1956
- Koncepciós perek 1945–1949